# Петрини (Козенца)
Петрини је насеље у Италији у округу Козенца, региону Калабрија.
Према процени из 2011. у насељу је живело 175 становника. Насеље се налази на надморској висини од 127 м.